# Parco di villa Trecci
Il Parco di villa Trecci, o semplicemente Parco Villa Trecci, è un giardino privato situato in via San Bartolomeo 22 a Montepulciano.

## Storia
Nel 1995 il grafico e architetto paesaggista Adelmo Barlesi e la storica dell'arte Cinzia Sorlini vennero in possesso di un podere presso un casale chiamato villa Trecci nei dintorni di Montepulciano, in località Bivio di San Biagio. Qui nel 2015 promossero un progetto per realizzare un ampio parco-giardino, che rispondesse ai più moderni canoni di ecosostenibilità, autosufficienza idrica e biodiversità. Il progetto esecutivo vide la luce nel 2015.
Una volta conclusi i lavori, il parco è stato aperto al pubblico nel 2018, e nel 2022 è entrato nel circuito dei Grandi Giardini Italiani, dell'Associazione Parchi e Giardini d'Italia (APGI) e della Mediterranean Garden Society. 

## Descrizione

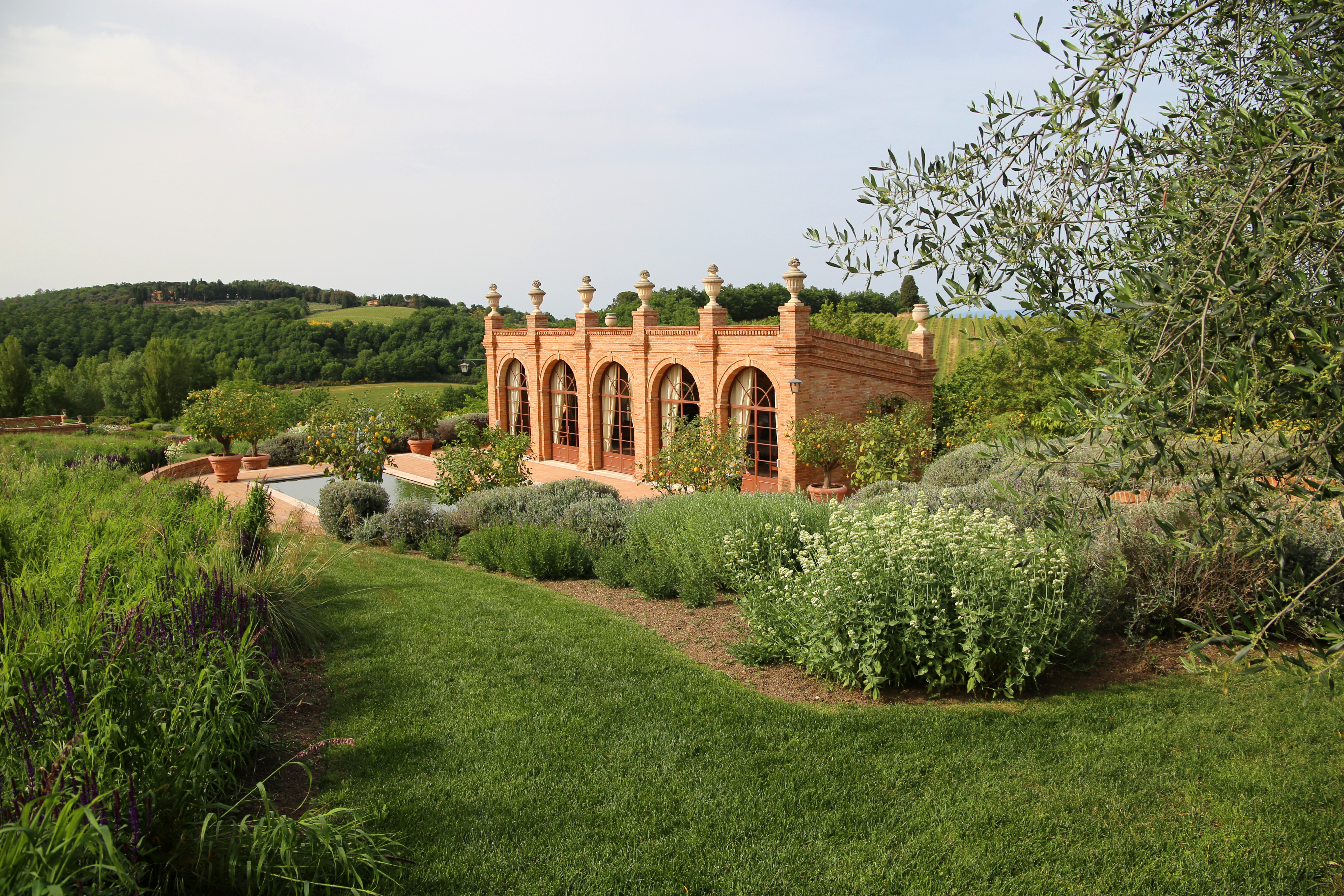
L'info point

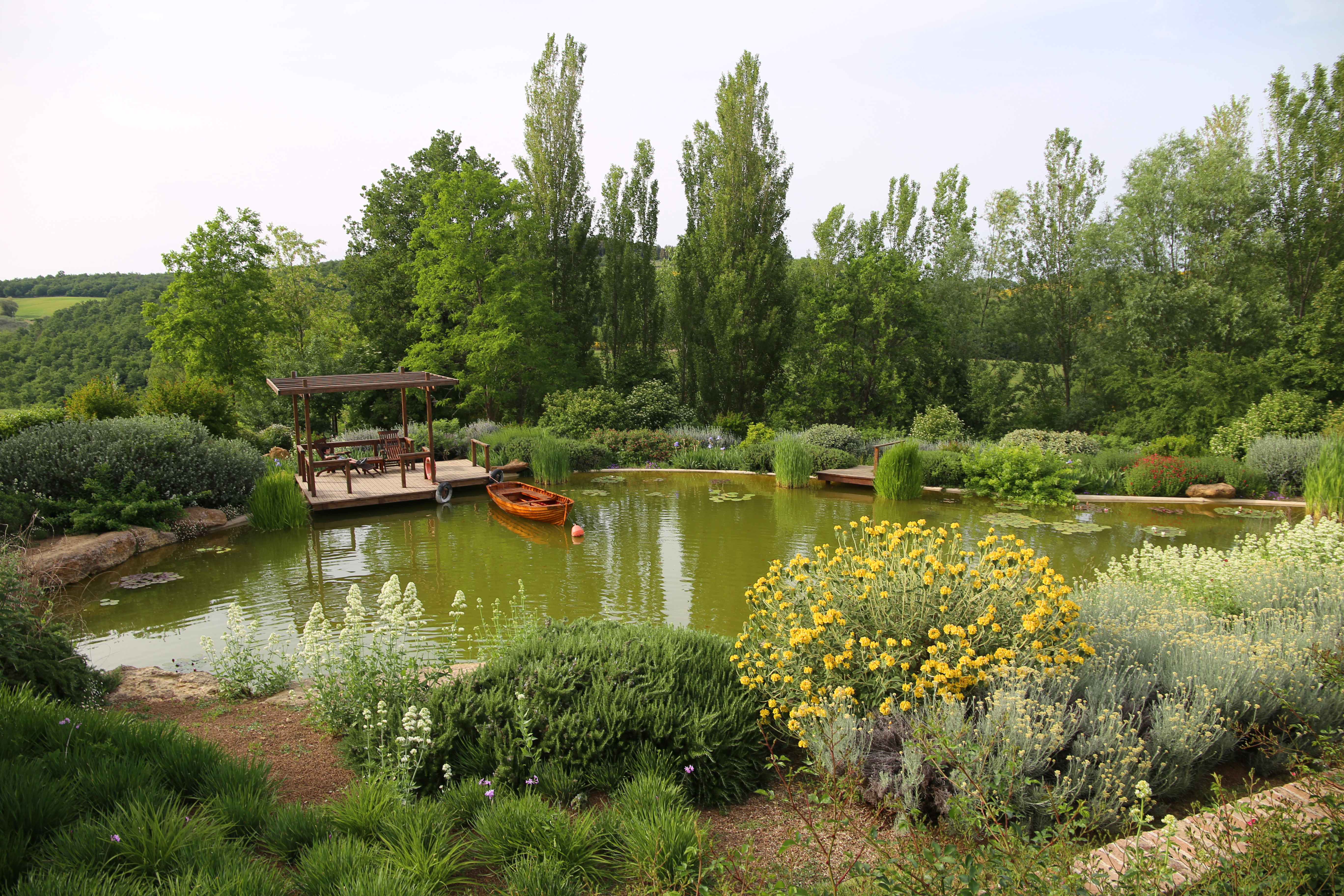
Il laghetto

Il parco è strutturato in dieci aree tematiche, accomunate dalla scelta di essenze che, pur provenienti in origine da svariati contesti geografici, possono condividere nello stesso microclima (terreno argilloso arido in estate e freddo in inverno), senza bisogno di irrigazione artificiale, grazie alla presenza di cisterne sotterranee e alla preparazione delle piante stesse (quasi quattrocento specie diverse) con radici particolarmente profonde. 
Ampio circa tre ettari, il parco si dispone in leggera pendenza, con un accorgimento che rivela gradualmente al visitatore le diverse zone. Dall'ingresso lungo la strada un parco punteggiato da siepi e alberi di ulivo, si raggiunge il primo livello della limonaia, dove si trova la biglietteria e il bookshop. La limonaia è stata realizzata in laterizio, secondo forme dell'architettura manierista toscana, ed è decorata nel piccolo piazzale antistante da una vasca rettangolare con al centro una statua contemporanea. A monte della limonaia si trovano la vasta aiuola delle graminacee, il boschetto e il giardino degli olivi; a valle la siepe di essenze sempreverdi e il percorso del confine, che introducono una scenografica vista sul colle su cui sorge Montepulciano.
Segue il giardino delle rose, che riprende la forma dell'hortus conclusus medievale e che accoglie un roseto di varietà moderne, molte di ibridazione italiana e, in particolare, toscana. Più in alto una scalinata conduce al giardino della biblioteca (che deve il nome alla casa-studio di Adelmo Barlesi) e al giardino delle piante a foglia grigia, fino la villa. 
Chiude il percorso il laghetto delle ninfee in cui si trova anche un piccolo molo con una barca, bordato da numerose piante palustri. 
Oltre alle piante, il parco ospita varie specie avicole e numerosi insetti, tra cui hanno un posto speciale le api.